# Castello Caldora (Civitaluparella)
Das Castello Caldora ist die Ruine einer Höhenburg am höchsten Punkt der italienischen Gemeinde Civitaluparella in der Provinz Chieti.

## Geschichte
Das genaue Baujahr der Burg kennt man nicht, aber sie ist sehr alt. Erstmals urkundlich erwähnt wurde sie in einer Bulle von Papst Alexander III., in der 1173 die alten Grenzen der Diözese Chieti sanktioniert wurden. Im 15. Jahrhundert wählte Antonio Caldora die Burg als sichere Zuflucht während seiner militärischen Bemühungen gegen
Ferdinand von Aragon.

## Beschreibung
Die Burgruine am höchsten Punkt des Dorfes besteht aus Bruchstein, Kalksteinkiesel und Sandstein.
Auf einem Foto aus dem ausgehenden 19. Jahrhundert oder dem beginnenden 20. Jahrhundert kann man noch das Fundament eines kleinen Burgturmes erkennen. Vermutlich wurden die letzten Ruinen der Burg „geplündert“ und so verloren sich die Spuren dieses Turmes.